# Hrnčiarska ulica (Košice)
De Hrnciarská ulica , soms ook Ulička remesiel  genoemd, is een kleine straat in het oude centrum Staré Mesto van de Slowaakse stad Košice.
De gevangenis van Mikluš en de gereformeerde kerk zijn in deze steeg gelegen, vlak bij de zijstraat: Pri Miklušová váznice . De "Hrnciarská ulica" is met zijn kleine historische huizen het meest bescheiden steegje van de omgeving. Hier kan men zich de wereld van oude ambachten voorstellen: een smederij, een bakker, aardewerkwinkel, een authentieke kruidenwinkel, een tassenwinkel met schoenmakerij, een stoffeerder, een houtsnijwerkplaats... 
Er zijn ook een aantal afdelingen van het Oost-Slowaaks Museum gevestigd, zoals bijvoorbeeld het Huis van Ambachten. Dit laatste is een project dat verwezenlijkt werd om de ambachten uit het verleden aanschouwelijk voor te stellen. 
In de straat treft men verder nog het bastion van de beul aan, evenals Rodošto: het standbeeld en het herdenkingshuis van Frans II Rákóczi.
Er worden regelmatig diverse culturele evenementen georganiseerd.

## Geschiedenis en benaming
De oorspronkelijke naam van dit straatje "Haffnergasse"  verschijnt pas in 1834 voor het eerst op de kaart.
Het is niet met zekerheid geweten of er echt wel pottenbakkers actief waren, maar zeker is, dat zelfs in de 19e eeuw dit beroep nog zeer noodzakelijk was, omdat bijna al het keukengerei in die tijd uit keramiek bestond.
In de tweede helft van de 19e eeuw kreeg de straat de Hongaarse naam Fazekas utca  Op dat moment stonden er welgeteld 20 huizen evenals de Calvinistische kerk. Zij waren destijds alle -in tegenstelling tot heden- aan de oostkant gebouwd, met slechts één uitzondering: huisnummer 4 aan de westkant.
In het verleden werd in deze steeg ook het zogenaamde "oudste beroep ter wereld" uitgeoefend: er waren (net zoals in de Hradbová ulica) kleine bordelen die minder begoede klanten bedienden.

## Afbeeldingen

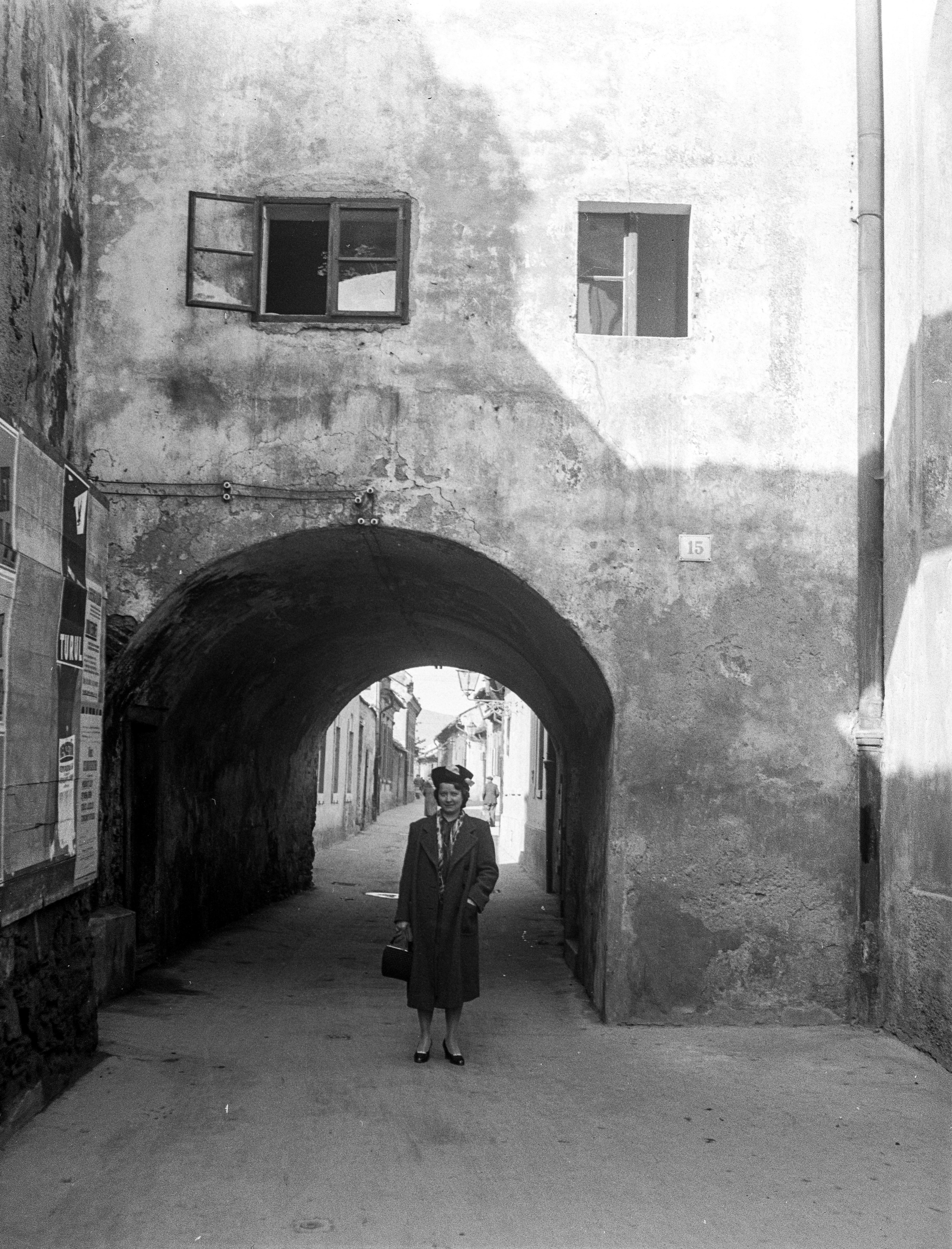
Hrnčiarska ulica, anno 1939.
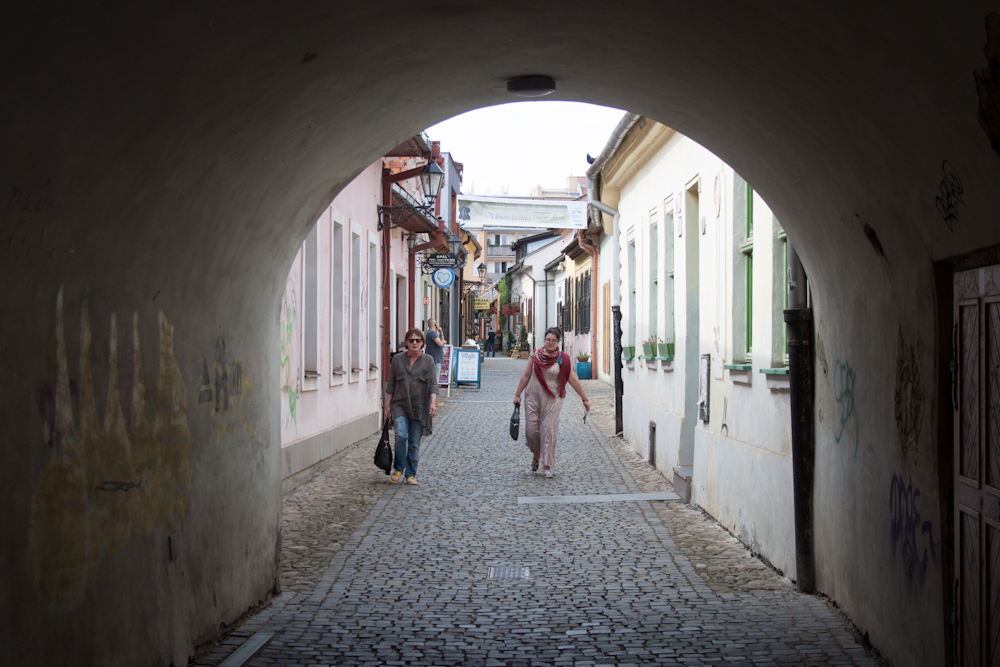
Anno 2018.
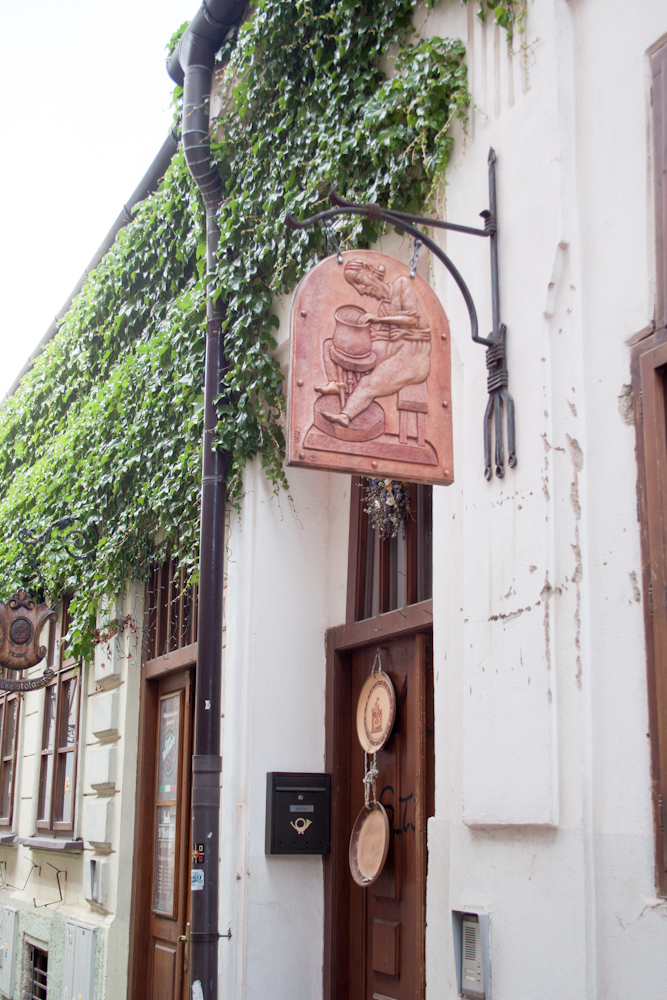
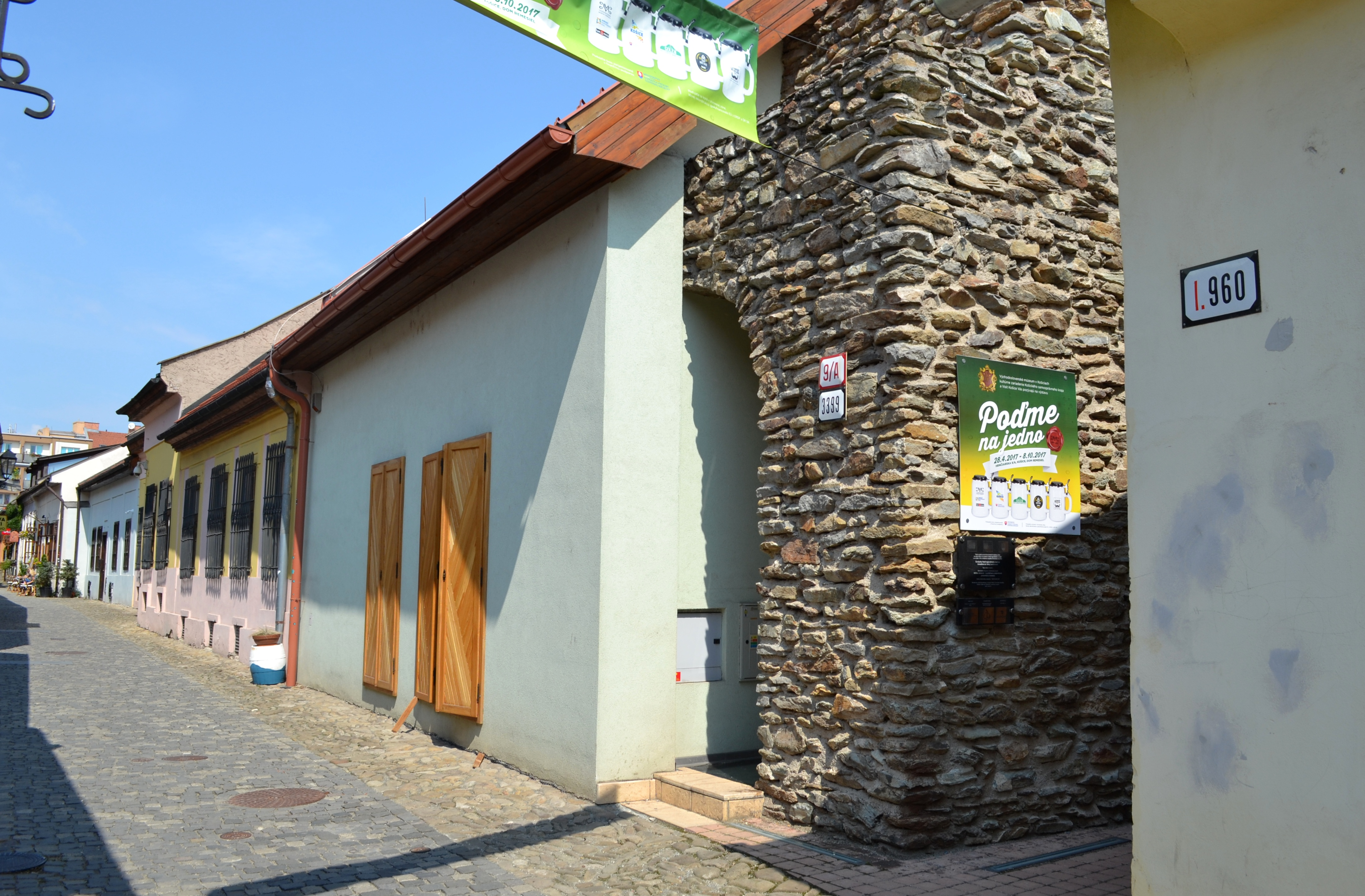
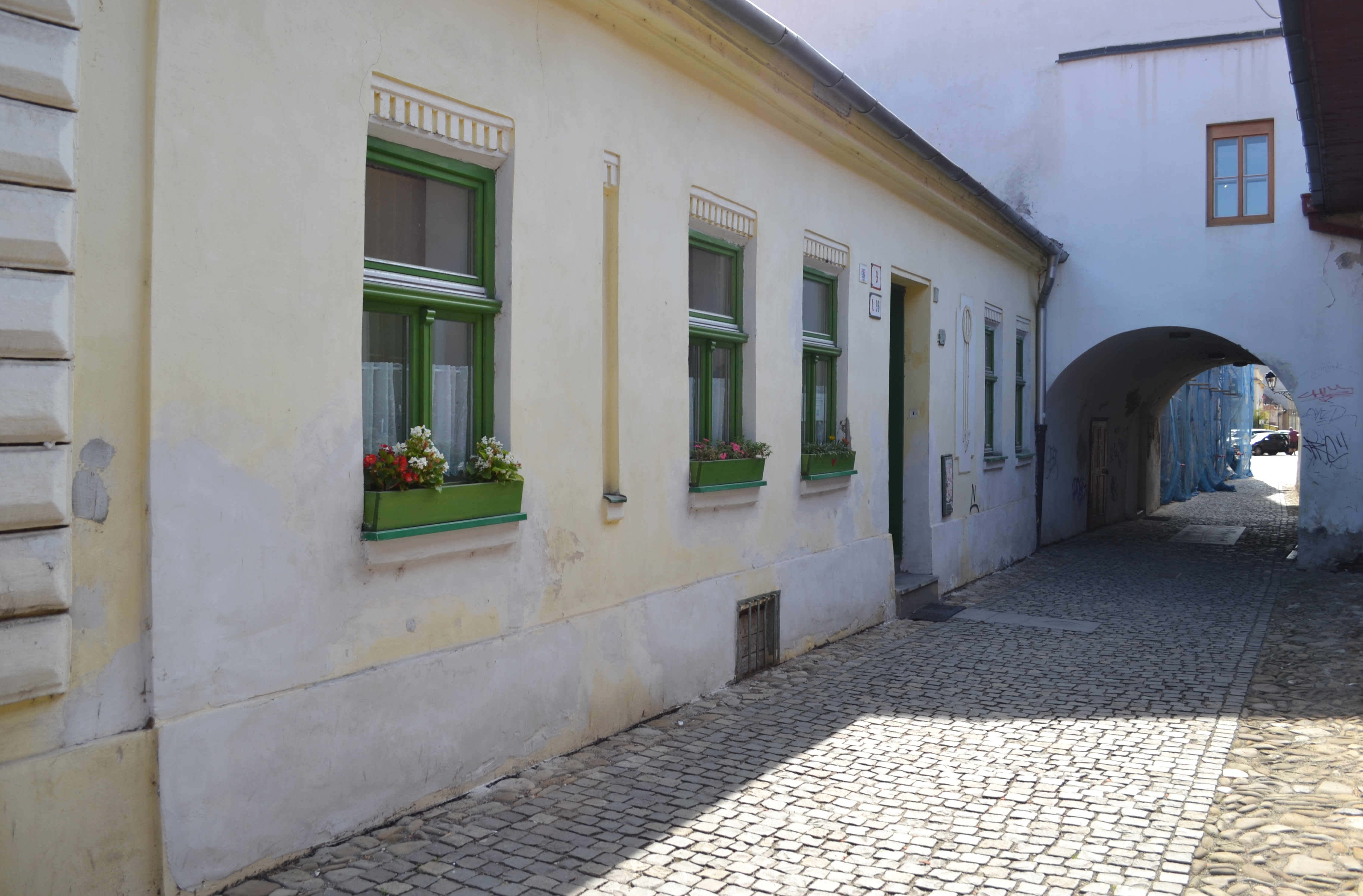
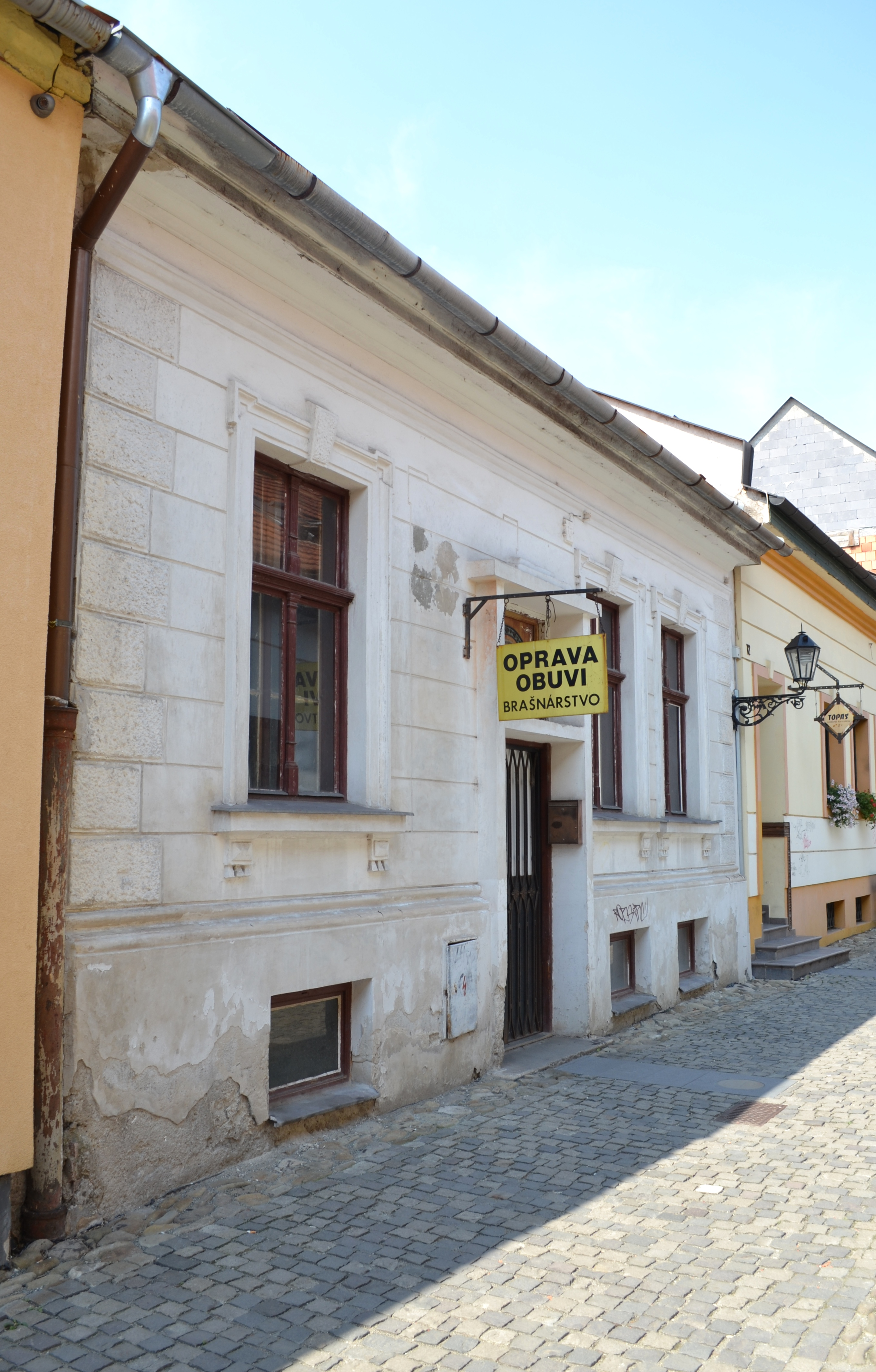
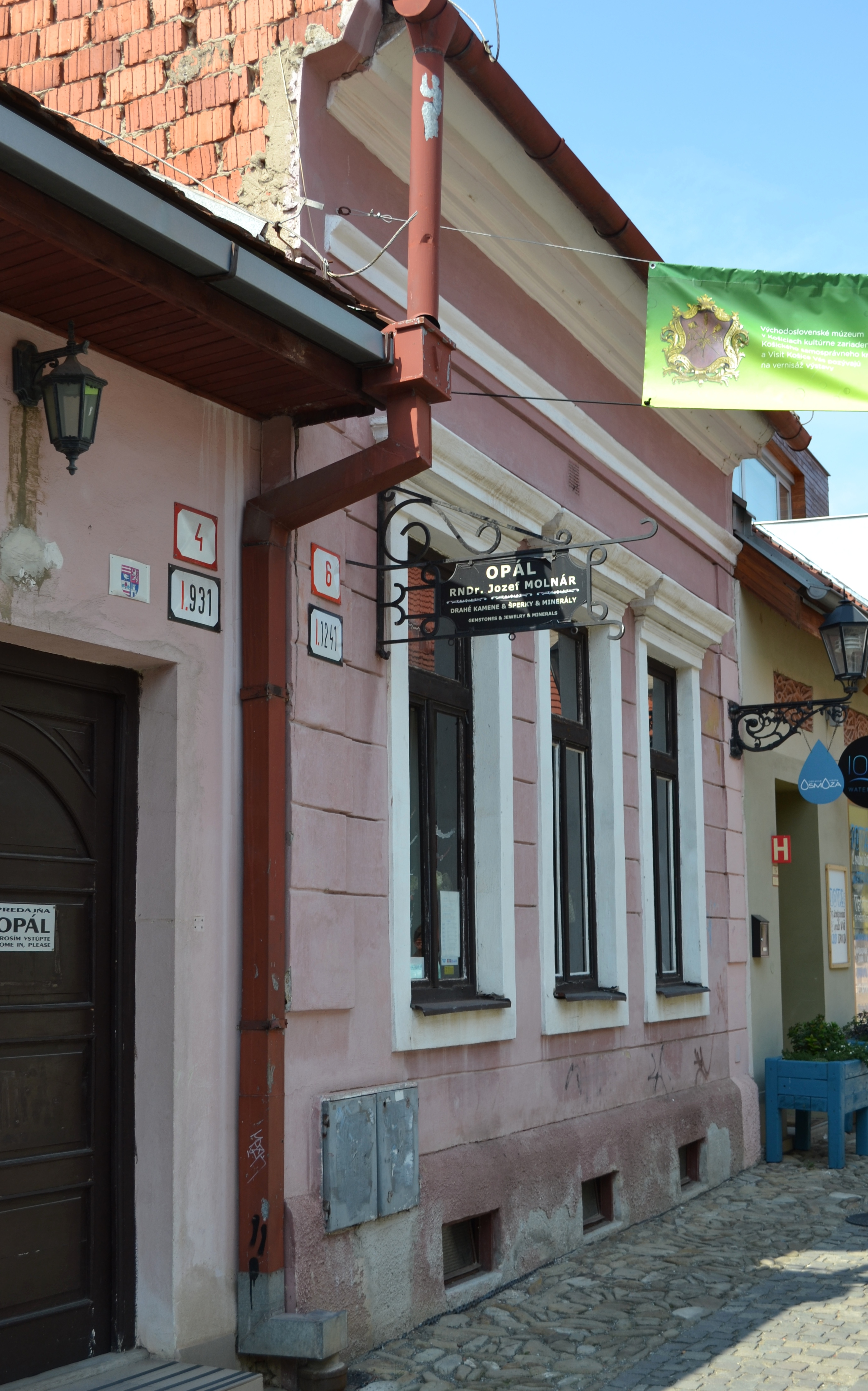
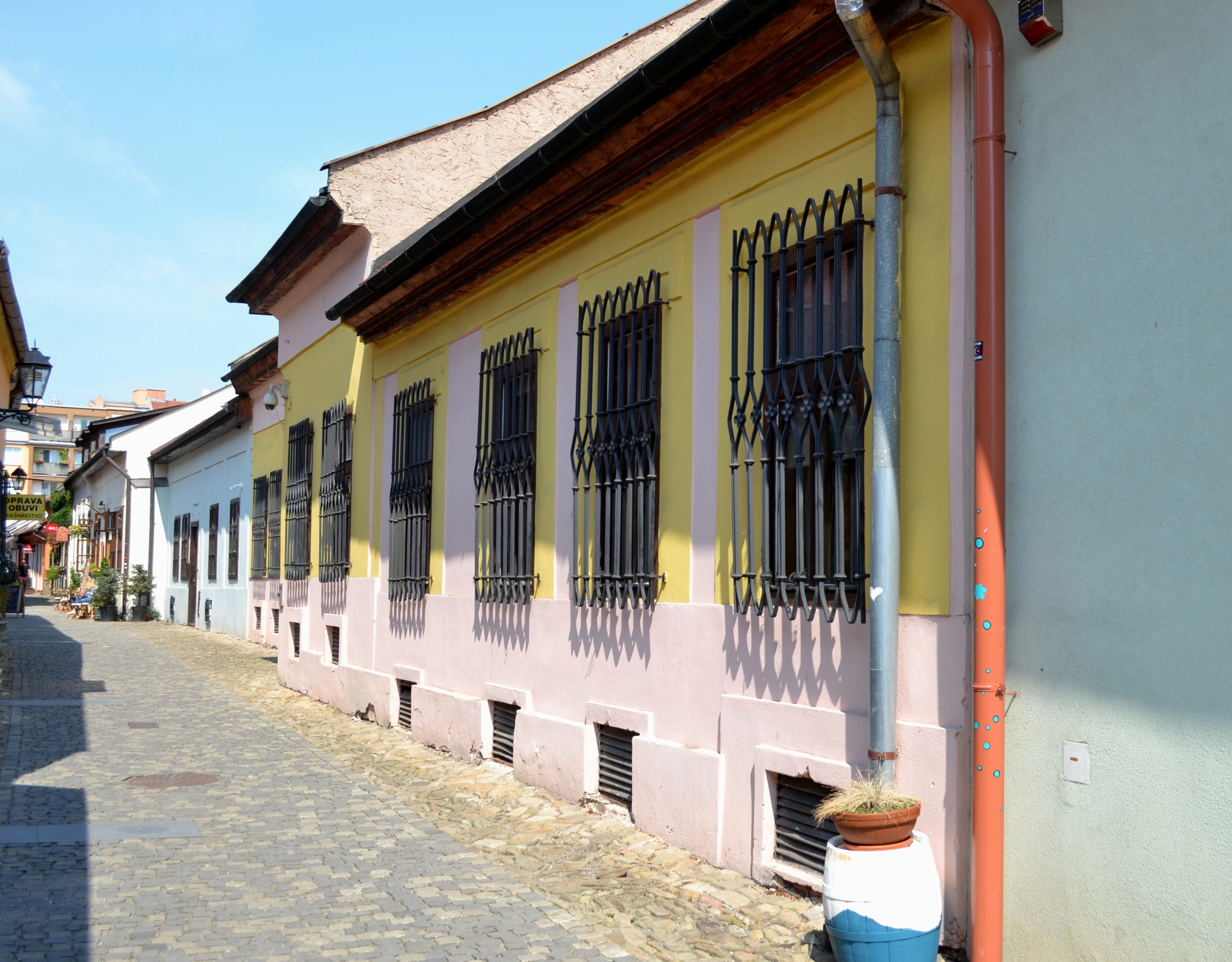
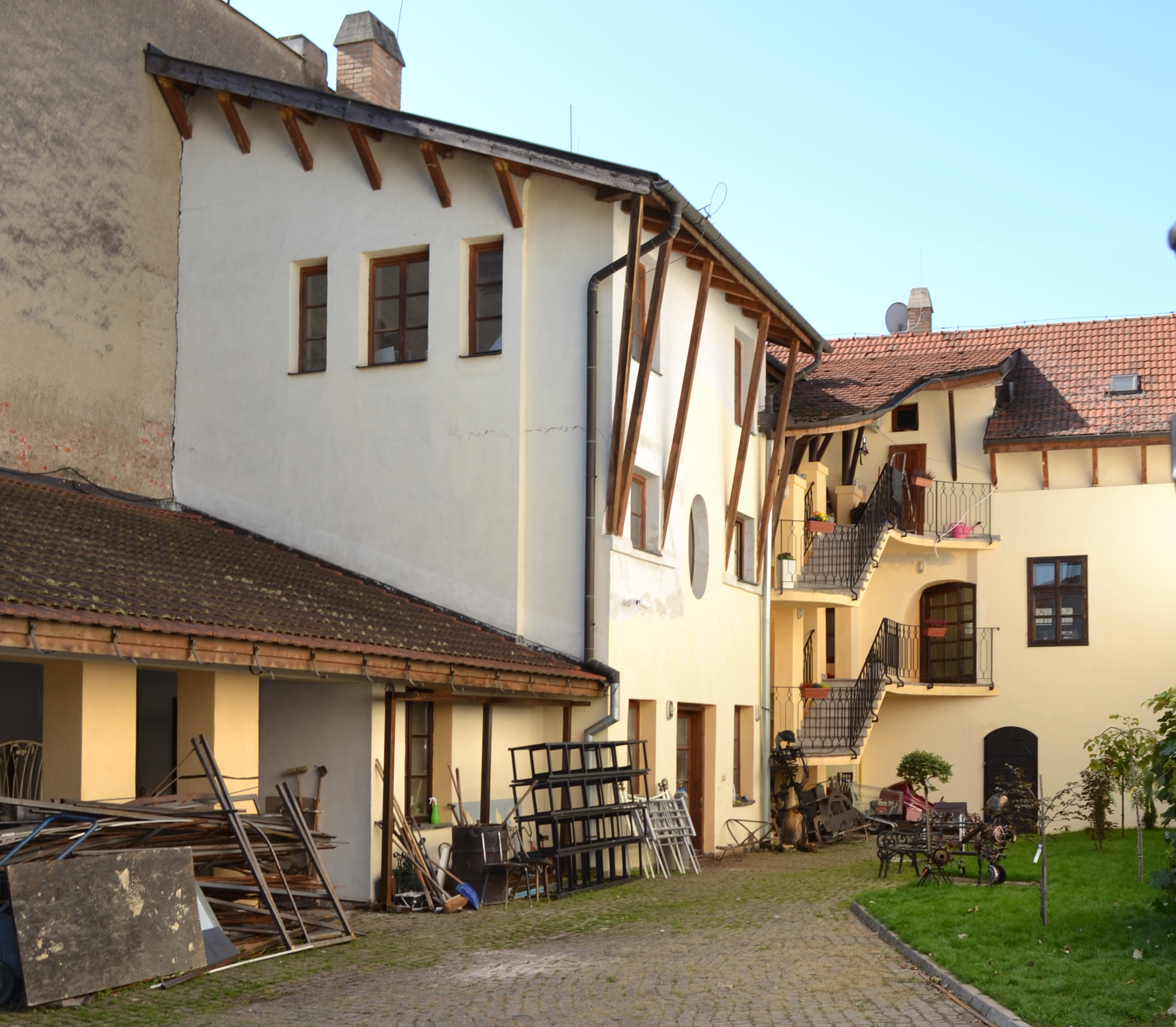